# Slovenien i Eurovision Song Contest 2015
Slovenien deltog i Eurovision Song Contest 2015 i Wien, Österrike.

## Bakgrund
Det slovenska programföretaget Radiotelevizija Slovenija (RTVSLO) bekräftade den 10 oktober 2014 att Slovenien skulle delta i Eurovision Song Contest 2015. RTVSLO tillkännagav i oktober 2014 att det slovenska tävlingsbidraget skulle utses vid den nationella finalen EMA 2015.

## Format
Åtta låtar tävlade i en TV-show där vinnaren utsågs under två röstningsomgångar. I den första omgången valde en jury bestående av tre experter ut två finalister av de åtta tävlande låtarna, dessa två gick sedan vidare till en superfinal. Varje medlem av expertjuryn gav mellan 1 och 5 poäng till varje låt. Vinnare blev de två låtarna som fick den högsta totala poängen när juryns röster räknades ihop. Om flera fick samma poäng skulle de vinna som fått flest toppoäng, om fortfarande flera fått samma poäng skulle varje jurymedlem utse sin favoritlåt. I superfinalen utsågs vinnaren enbart genom telefonröstning. 

## Final
Bidragen med guld-bakgrund tog sig till superfinalen.
| Nr | Artist               | Sång                              | Text & Musik (t/m)                                                       |
| -- | -------------------- | --------------------------------- | ------------------------------------------------------------------------ |
| 1  | Alya & Neno Belan    | "Misunderstandings"               | Neno Belan, Zvonimir Zrilić, Tonči Pajkin                                |
| 2  | Tim Kores            | "Once Too Many Times"             | Tim Kores, Dejan Radičevič                                               |
| 3  | Jana Šušteršič       | "Glas srca" (Rösten från hjärtat) | Aleš Klinar, Tina Muc                                                    |
| 4  | I.C.E.               | "Vse mogoče" (Allt är positivt)   | Jalen Štremfelj, Renata Mohorič, Matej Sušnik, Blaž Sotošek, Tine Janžek |
| 5  | Clemens              | "Mava to" (Vi hade detta)         | Klemen Mramor, Tina Muc                                                  |
| 6  | Maraaya              | "Here For You"                    | Raay, Marjetka Vovk, Charlie Mason                                       |
| 7  | Rudi Bučar En Figoni | "Šaltinka" (En šaltinsk tjej)     | Rudi Bučar                                                               |
| 8  | Martina Majerle      | "Alive"                           | Andrej Babić                                                             |

### Superfinal
| Nr | Artist               | Sång           | Telefonröster | Placering |
| -- | -------------------- | -------------- | ------------- | --------- |
| 1  | Maraaya              | "Here for You" | 7,311         | 1         |
| 2  | Rudi Bučar En Figoni | "Šaltinka"     | 5,449         | 2         |

## Under Eurovision
Slovenien deltog i den andra semifinalen den 21 maj. De kom till final, och kom där på 14:e plats.